# Песис, Борис Аронович
Бори́с Аро́нович Пе́сис (27 марта [9 апреля] 1901, Лодзь, Царство Польское, Российская империя, — 9 января 1974, Москва, СССР) — русский советский критик, автор трудов по французской литературе, переводчик с французского.

## Биография
Входил в бригаду, работавшую над «Окнами РОСТА». С 1922 года публиковал стихи. В 1925 году окончил Высший литературно-художественный институт. Работал в ВОКС, затем заведующим отделом теории и критики журнала «Интернациональная литература». Член Союза писателей с 1941 года.
Знакомил советских читателей с новейшими явлениями во французской литературе. Переводил Арагона, Жана-Ришара Блока, Жюля Ренара. Был редактором собраний сочинений Арагона и Ромена Роллана. Жан-Ришар Блок считал его лучшим знатоком французской литературы в России.
Борис Песис является прототипом Льва Евгеньевича Хоботова — персонажа кинофильма «Покровские ворота».
Похоронен на Донском кладбище .

## Семья
Жена — Надежда Михайловна Жаркова (1904—1986), переводчица с французского языка.

## Сочинения
- Каменные бабы: (Н. Вильяму-Вильмонту); Подруга; Апрель в профиль: (Рите Райт); Ещё о ветре и весне // Современник. — Сб. 1. — М., 1922.
- От дада к сюрреализму // Запад и Восток (альманах). — М., 1926.
- Писательские настроения в современной Франции // «Печать и революция». — 1927. — № 4.
- Французская прогрессивная литература в борьбе за мир и демократию. — М., 1952.
- О герое прогрессивной литературы Франции. — М., 1956.
- От XIX к XX веку: Традиция и новаторство во французской литературе. — М., 1968 (2-е изд., дополненное — 1979).